# Филонов, Александр Михайлович
Алекса́ндр Миха́йлович Фило́нов (родился 28 мая 1942 года) — общественный деятель, полковник в отставке, член РГО с 1994 по 2017 гг. Председатель (2020) Приамурского географического общества (организация не входит в структуру РГО). Почётный гражданин города Хабаровска (2017).

## Биография
Александр Михайлович Филонов родился 28 мая 1942 года в деревне Забарино Харьковской области в семье служащих. После окончания школы-семилетки поступил в Харьковский техникум инженеров железнодорожного транспорта, получив диплом техника-электромеханика. Затем около года работал в Красноярске помощником машиниста электровоза.

### Служба
Поступил в Алма-Атинское высшее командное пограничное училище КГБ при Совете Министров СССР. В 1965 году в связи с обострением советско-китайских отношений его курс был выпущен досрочно и направлен для прохождения службы на Дальний Восток. Начал службу в звании лейтенанта начальником только что созданной пограничной заставы, в которой был единственным офицером. На этом посту руководил строительством казарм для личного состава, а также, используя полученные в училище навыки верховой езды, организовал на заставе кавалерийское отделение.
В 1968 году был направлен на учёбу в Военную академию имени М. В. Фрунзе. После возвращения с учёбы командовал погранотрядом на Верхнем Амуре, затем служил в штабе Дальневосточного пограничного округа. В свободное от службы время занимался краеведческой работой, с 1974 года публиковал свои краеведческие изыскания в окружной газете «Дальневосточный пограничник».
В 1993 году был назначен начальником отдела международно-договорной работы штаба Дальневосточного погранокруга, на этом посту руководил демаркацией участка российско-китайской границы, проходящего по рекам Амур и Уссури. В 1999 году по результатам работы написал книгу «…Демаркации не подлежат» (1999) об островах Большой Уссурийский и Тарабаров, которые были тогда выведены за рамки демаркации (она была после 2004 года, когда Тарабаров и часть Большого Уссурийского были переданы Китаю).

### Общественная деятельность
В 1997 году вышел на заслуженный отдых в качестве военного пенсионера, после чего начал более активно заниматься исследовательской и литературной работой. Автор книг «Три ипостаси Якова Дьяченко» (2009), «Дальневосточники в годы Второй мировой войны» (2010), «Амурская экспедиция. Взгляд из XXI века» (2014). Принимал непосредственное участие в подготовке к изданию 4-6 томов Книги памяти Хабаровского края.
По его предложению в дальневосточной столице увековечены имена главкома советских войск на Дальнем Востоке Маршала Советского Союза А. М. Василевского, прославленного следопыта полковника Н. Ф. Карацупы, двух воинов-чекистов, погибших в боях на подступах к Хабаровску в 1929 г.
В 2011—2012 годах активно участвовал в кампании по созданию в Хабаровске памятника первостроителю города капитану Я. В. Дьяченко, а также в подготовке пакета документов по присвоению Хабаровску почётного звания «Город воинской славы». В феврале 2013 года был в составе делегации города при получении этой награды в Кремле.
С 2009 по 2016 годы — учёный секретарь Хабаровского (Приамурского) краевого отделения РГО. В 2017 году исключён из РГО за неуплату членских взносов.
В 2018 году стал соучредителем альтернативной структуры — Хабаровского краевого (Приамурского) географического общества (не входит в структуру РГО).
С 21 октября 2020 года — председатель Приамурского географического общества (не входит в структуру РГО) — второй альтернативной структуры.

## Личная жизнь
Женат. С супругой познакомился будучи командиром заставы, встретив её в Хабаровске, куда приехал на партийную конференцию Дальневосточного пограничного округа.

## Награды
- премия Губернатора Хабаровского края
- премия имени Якова Дьяченко
- премия КЖИ ФСБ РФ «Золотое перо границы»

В 2017 году Хабаровская городская дума единогласно присвоила звание почётного гражданина Хабаровска. В связи с тем, что в 2017 году кандидатура была единственной (обычно на соискание звания почётного гражданина выдвигается минимум два кандидата, из которых гордума выбирает лучшего), он подвергся некоторой критике.
Кроме того, удостоен различных наград Президента Российской Федерации, президента Русского географического общества, полномочного представителя президента Российской Федерации в ДФО, губернатора Хабаровского края, мэра Хабаровска, руководителя Пограничной службы ФСБ России; начальника Погрануправления ФСБ РФ по Хабаровскому краю и ЕАО, Приамурского географического общества и др.

## Труды
- Филонов А. М. …Демаркации не подлежат: (О судьбе Большого Уссурийского и Тарабарова островов). — Хабаровск: Приамурское географическое общество, 1999. — 75 с.
- Филонов А. М. Три ипостаси Якова Дьяченко: Из истории освоения Приамурья и Приморья. — Хабаровск: Изд. дом Приамурские ведомости, 2009. — 200 с., ил.
- Филонов А. М. Дальневосточники в годы Второй мировой войны. Историческое исследование. — Хабаровск: РИОТИП, 2010. — 72 с.
- Филонов А. М. Амурская экспедиция Г. И. Невельского. Взгляд из XXI века. — Хабаровск: Хабаровская краевая типография, 2013. — 370 с.